# Laena baoshanica
Laena baoshanica (лат.) — вид жуков-чернотелок рода Laena из подсемейства мохнатки (Lagriinae, Tenebrionidae). Эндемик Китая. Вид назван по месту обнаружения типовой серии: Baoshan (Юньнань).

## Распространение
Китай: провинция Юньнань, Gaoligong Shan, Baoshan (3000—4500 м).

## Описание
Мелкие бескрылые жуки-чернотелки, длина тела от 4,8 до 6,0 мм. Отличается крупным глазами и окаймлённой переднеспинкой. Обитают в наземном лесном ярусе. Вид был впервые описан в 2008 году немецким колеоптерологом Вольфгангом Шваллером (Dr. Wolfgang Schawaller; Staatliches Museum für Naturkunde, Штутгарт, Германия).